# Pioneer 11

Přístroje na palubě sondy.

Pioneer 11 (alternativní názvy Pioneer G a Pioneer-Saturn) je americká planetární sonda, určená k průzkumu Jupiteru, Saturnu a vnějších oblastí sluneční soustavy. V evidenci COSPAR dostala označení 1973-019A. Stala se první sondou ze Země, která dosáhla oblast Saturnu.

## Konstrukce
Rotací stabilizovaná sonda nese přístroje pro měření magnetických polí, slunečního větru, kosmického záření a mikrometeoroidů a to:
- trojosý héliový magnetometr;
- soubor pěti detektorů pro měření složení a energetického spektra nabitých částic;
- čtyři dalekohledy pro detekci meteoroidů a asteroidů;
- impaktní plynový detektor mikrometeoroidů o hmotnostech převyšujících 1 ng;
- soubor pěti detektorů pro registraci nabitých částic v radiačních pásech Jupiteru a Saturnu;
- soubor sedmi Geigerových detektorů pro detekci kosmického záření;
- soubor tří polovodičových detektorů kosmického záření;
- analyzátor plazmatu pro měření jeho teploty a iontového složení;
- ultrafialový fotometr pro studium chemického složení atmosfér Jupiteru a Saturnu;
- rastrující fotopolarimetr pro pořizování snímků Jupiteru, Saturnu, jejich měsíců a zodiakálního světla ve dvou barvách;
- dvoukanálový infračervený radiometr k měření teplot a chemického složení atmosféry planet a povrchu měsíců.

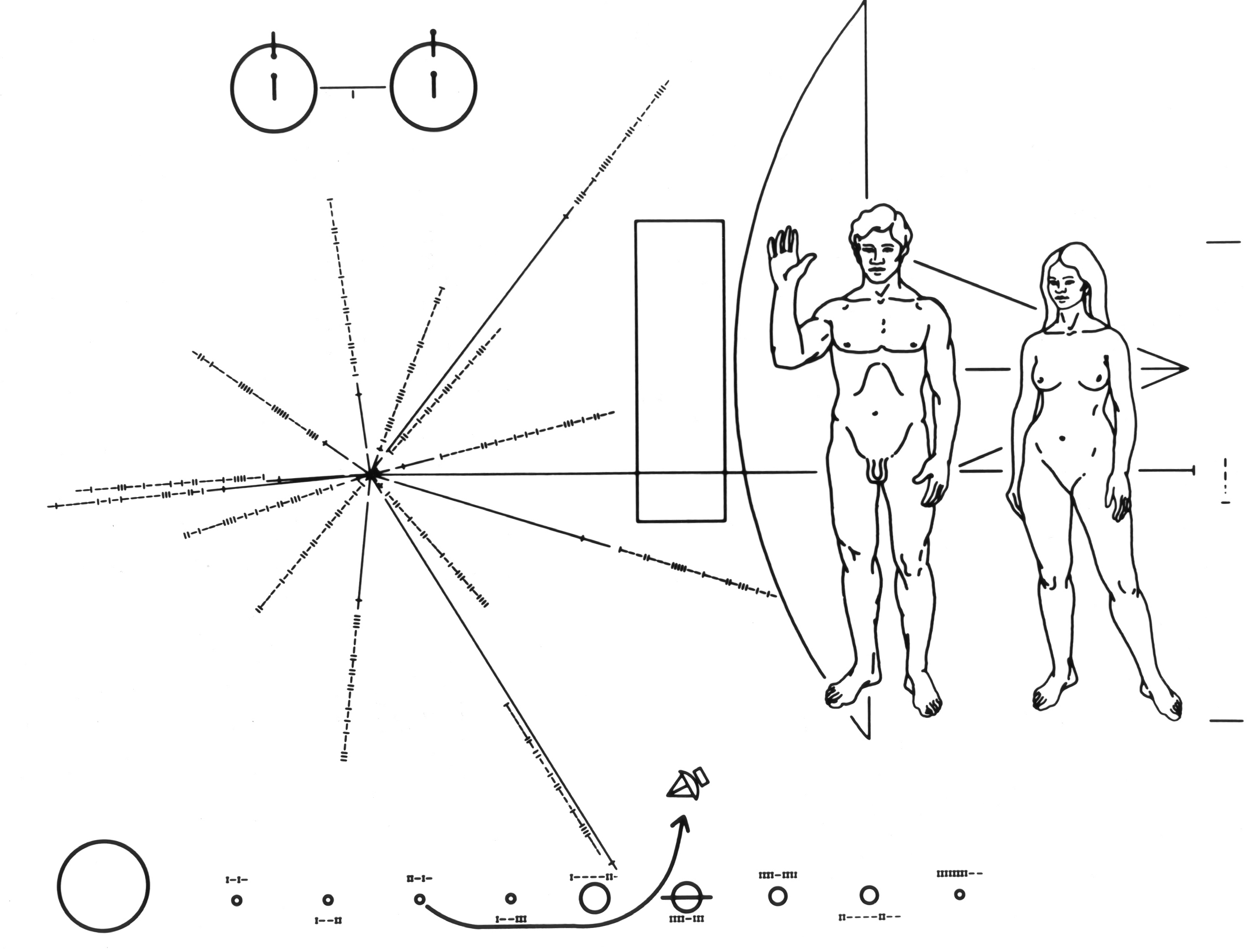
Destička na palubě sondy nese poselství pro případné mimozemské civilizace. Zobrazuje muže a ženu a udává polohu Země v Galaxii vzhledem k několika pulsarům.

Většina přístrojů a elektronického vybavení sondy je umístěna v šesti skříních, tvořících trup sondy tvaru nízkého šestibokého hranolu. Na jeho horní podstavě je umístěna velká parabolická anténa o průměru 2,74 m sloužící ke spojení s pozemními stanicemi. Elektrickou energii dodávají čtyři radioizotopové generátory SNAP-19 s maximálním výkonem 155 W, zavěšenými po dvojicí na dvou výklopných ramenech. Pro dolaďování orientace a korekce dráhy je vybavena šesti malými raketovými motorky. Na boku jedné skříně s elektronikou je umístěna plaketa s poselstvím jiným civilizacím, kterou navrhl Carl Sagan.

## Průběh letu
Brzy po startu z kosmodromu na Floridě dosáhla sonda díky přídavnému motoru na pevné palivo rychlosti 14,3 km/sec. Následovala tak konstrukčně identickou sondu Pioneer 10 po roce. První korekce dráhy byla provedena 11. dubna, druhá o dva měsíce později 5. června 1973 ve vzdálenosti 48 mil. km od Země. Dne 29. června 1973 překonala dráhu Marsu. Vzhledem k tomu, že její předchůdkyně, sonda Pioneer 10, prolétla radiačními pásy Jupiteru bez poškození a splnila všechny stanovené úkoly při pozorování Jupiteru a jeho měsíců, bylo počátkem roku rozhodnuto, zacílit sondu Pioneer 11 blíže k planetě a využít gravitačního manévru v jeho blízkosti k zacílení dalšího letu k planetě Saturn. Potřebná korekce dráhy se uskutečnila 19. dubna 1974.

### Jupiter
Pozorování planety Jupiter a jejího okolí bylo zahájeno 25. listopadu 1974, tedy rok po sondě Pioneer 10. K největšímu přiblížení k Jupiteru došlo 3. prosince 1974, kdy sonda proletěla ve výši pouhých 42 828 km nad hladinou mraků. Pozorování planety Jupiter a jejího okolí končilo 9. prosince 1974. Poté se sonda začala opět přibližovat ke Slunci a teprve při dalším obletu proletěla znovu drahou Jupiteru, který byl v té době na jiném místě. V září 1978 došlo k další korekci dráhy.

### Saturn
Po čtyřapůlletém přeletu meziplanetárním prostorem dorazila sonda Pioneer 11 jako první lidskou rukou zhotovené těleso k Saturnu. Studium této planety a jejího okolí sonda zahájila 2. srpna 1979. Po riskantním, ale úspěšném průletu rovinou Saturnových prstenců 31. srpna 1979 (hrozilo potenciální nebezpečí srážky s částicemi těchto prstenců, které mohly sondu těžce poškodit) sonda téhož dne prolétla pericentrem saturnocentrické dráhy ve výši 21 400 km nad hladinou mraků. Sledování planety sonda ukončila 15. září 1979. Na Zemi poslala první snímky planety a jejích prstenců.

### Další let
Přiblížení k dalším planetám sluneční soustavy již nebylo možné. Sonda 23. února 1990 překročila dráhu planety Neptun, ale ta se nacházela na jiném místě své oběžné dráhy.
Vzhledem ke slábnoucím energetickým zdrojům sondy s ní NASA ukončila pravidelné spojení 30. září 1995. Poslední slabé signály byly ještě zachyceny v listopadu téhož roku. V té době se Pioneer 11 nacházel za drahou Pluta a mířil ke hvězdě λ Aql vzdálené 125 světelných let v souhvězdí Orla. K ní by měla sonda dorazit asi za 4 miliony let.